# Uenohara
Uenohara (上野原市, Uenohara-shi?) è una città giapponese della prefettura di Yamanashi.